# Lygodium trifurcatum
Lygodium trifurcatum är en ormbunkeart som beskrevs av Bak. Lygodium trifurcatum ingår i släktet Lygodium och familjen Lygodiaceae. Inga underarter finns listade.